# Herbert Baker (architecte)
Pour les articles homonymes, voir Herbert Baker et Baker.
 (février 2019).
Si vous disposez d'ouvrages ou d'articles de référence ou si vous connaissez des sites web de qualité traitant du thème abordé ici, merci de compléter l'article en donnant les références utiles à sa vérifiabilité et en les liant à la section « Notes et références ».

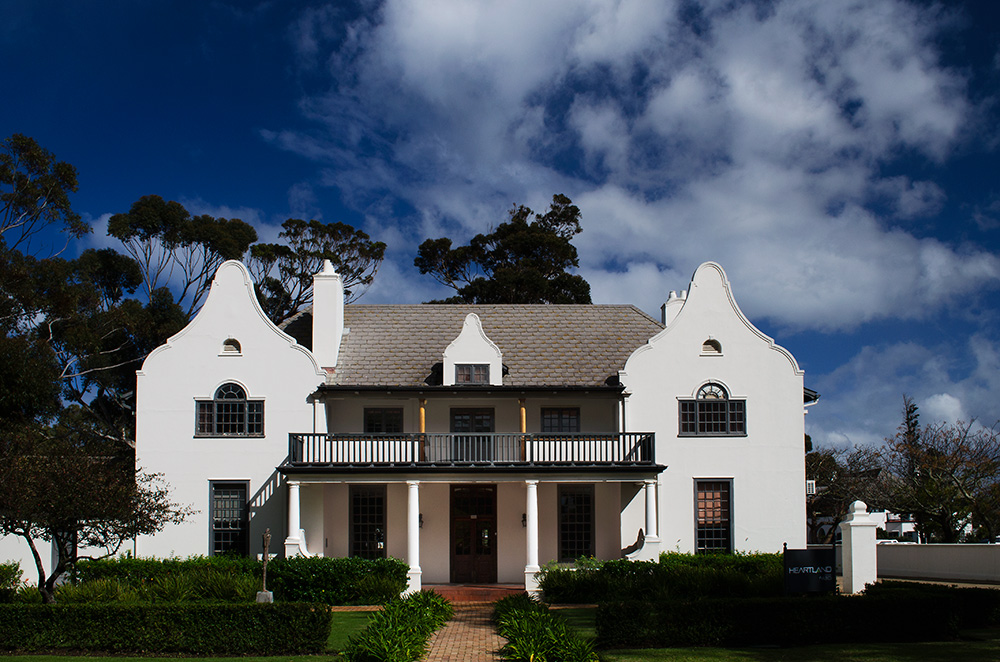
Quinan House à Paardevlei, Somerset West

Sir Herbert Baker (Cobham, Kent, 9 juin 1862 - Cobham, Kent, 4 février 1946) est un architecte britannique, auteur de plusieurs bâtiments officiels d'Afrique du Sud et d'Inde entre 1892 et 1912. Il est aussi l'auteur de plusieurs bâtiments ou monuments en Grande-Bretagne, en Belgique, en France et en Australie.

## Distinctions
- Knight Bachelor

## Liste de réalisations
Réalisations les plus connues : 
- la résidence de Cecil Rhodes (Groote-Schuur) au Cap, devenue celle des présidents d'Afrique du Sud
- le Parlement d'Afrique du Sud
- les Union Buildings de Pretoria
- l'université Rhodes à Grahamstown
- le lycée Saint-Georges au Cap
- la gare de Pretoria
- le collège Dale à King William's Town
- le mémorial aux morts à Kimberley
- le collège St Andrew de Johannesbourg
- la cathédrale anglicane Saint-Georges au Cap
- Rhodes Memorial au Cap
- les bâtiments du Sansad Bhavan, siège du Parlement  de l'Inde à New Delhi jusqu'en 2023
- le bâtiment Rhodes de l'université d'Oxford
- la maison d'Afrique du Sud à Londres
- la maison de l'Inde à Londres
- le manoir de Port Lympne dans le Kent
- la Banque d'Angleterre
- le cimetière britannique de Tyne Cot près de Passchendaele près d'Ypres en Belgique (1927) ainsi que du cimetière de Trou aid Post à Fleurbaix et du Mémorial Indien de Neuve Chapelle à Richebourg.
- l'école européenne de Nairobi au Kenya
- le tribunal et le palais du gouvernement de Nairobi
- le monument du cimetière sud-africain du Bois Delville en France
- l'église anglicane de Harare au Zimbabwe
- Lonsdale Cemetery cimetière militaire britannique à Authuille  (France).